# Fritz Delius (Manager)
Fritz Delius (* 28. Februar 1887 in Bielefeld; † 1957 ebenda) war ein deutscher Manager.

## Leben
Fritz Delius studierte an den Universitäten Grenoble, Göttingen und Münster Rechts- und Verwaltungswissenschaften. In Göttingen wurde er 1907 Mitglied des Corps Bremensia. 1910 legte er das Referendarexamen ab. Während des Ersten Weltkrieges wurde er 1916 Regierungsassessor. 1920 quittierte er den Staatsdienst und wurde Knappschaftsdirektor beim Allgemeinen Knappschaftsverein in Bochum. 1923 wurde er kaufmännischer Direktor der Kochs Adlernähmaschinen-Werke AG in Bielefeld. Daneben war er Aufsichtsratsmitglied, später stellvertretender Vorsitzender des Aufsichtsrats der Werkzeugmaschinenfabrik Gildemeister AG und Aufsichtsratsmitglied der E. Gundlach AG.

## Ehrungen
- Bundesverdienstkreuz 1. Klasse[4]